# American Radiator Building
L'American Radiator Building (esdevingut American Standart Building) es troba a la ciutat de New York als Estats Units al borough de Manhattan.
Immoble d'una alçada de 103 metres i de 23 pisos, ha estat concebut pels arquitectes Raymond Hood i John Mead Howells el 1924.
Ha estat construït per a la societat American Radiator and Standard Sanitary Company.
La forma de la seva estructura està basada en la Tribune Tower del Chicago Tribune.
El maó negre (que simbolitzava el carbó) sobre la façana de l'immoble va ser escollit per donar una idea de solidesa, i donar-li el seu cotitzat massís. Els motius Gòtics de l'edifici eren inicialment capa d'or (els maons d'or simbolitzaven el foc, les flames), i l'entrada decorada amb marbre i amb miralls negres. Per als guarniments i les escultures, Raymond Hood i Howells apel·laran a Rene Paul Chambellan.
Va ser venut a la societat "the American Standard Co", i aleshores va esdevenir propietat japonesa (que el van deixar buit durant anys). El 1998, l'edifici va ser venut a Philip Pilevsky per $15 milions, tres anys després, l'American Radiator Building va ser convertit en hotel ("The Bryant Park Hotel") amb 130 cambres i un teatre al soterrani.
Va ser també pintat per Georgia O'Keefe i es va fer un quadre molt cèlebre als Estats Units.

## Galeria

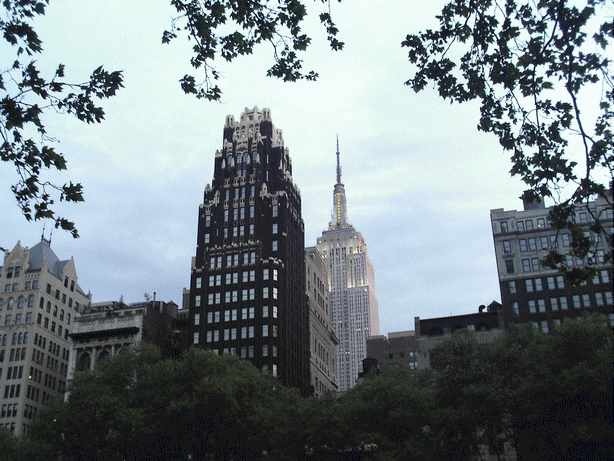
L'American Radiator Building.
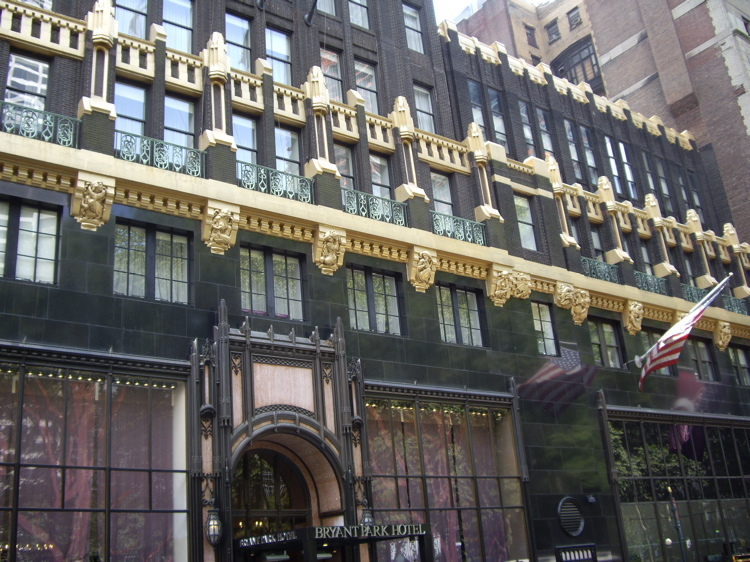
L'Entrada a l'edifici.
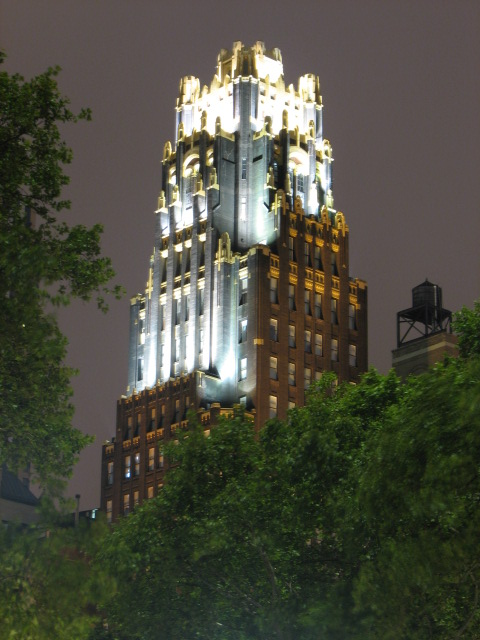
L'American Radiator Building de nit.